# Marina di Melilli
Marina di Melilli (Funnucu Novu in siciliano) era una località balneare sita nel territorio di Melilli in provincia di Siracusa.

## Storia
Dal 1954 la spiaggia di Fondaco Nuovo fu sede di stabilimenti balneari e favorì l'insediamento abitativo a sud, Mlma a seguito della costruzione della raffineria ISAB negli anni settanta, la località si trovò ad essere costretta tra il Polo petrolchimico e il mare.
A causa dell'inquinamento ambientale (ma anche per lasciare spazio all'ingrandimento degli impianti) nel 1979 i quasi 1 000 abitanti furono trasferiti e distribuiti nei centri abitati viciniori. Marina di Melilli fu quasi del tutto rasa al suolo. Con l'istituzione del comune di Priolo Gargallo la spiaggia di Fondaco Nuovo fu assegnata al nuovo comune, mentre la zona abitata rimase in territorio di Melilli. Gli abitanti trasferiti furono indennizzati ma alcune famiglie opposero comunque resistenza. Per questa ragione furono staccate la corrente elettrica e l'acqua, non risparmiando neanche minacce. L'ultimo abitante di Marina di Melilli, Salvatore Gurreri, fu brutalmente assassinato nel 1992 all'età di 82 anni, fatto ritrovare incaprettato dai suoi sicari nel bagagliaio della sua macchina. I sicari, condannati, hanno confessato di aver ricevuto un compenso di 250 mila lire a testa, ma non sono mai stati scoperti i veri mandanti .
Delle abitazioni delle circa 180 famiglie rimasero solo pochi edifici abitabili, la maggior parte delle case divennero diroccate o furono demolite, mentre nella porzione priolese sono sorti negli anni alcuni insediamenti industriali, la centrale Archimede dell'Enel ma anche una riserva naturale e alcuni stabilimenti balneari della cosiddetta "Marina di Priolo".

## Nella cultura popolare
Il romanzo Il nome di Marina di Roselina Salemi del 2005 racconta la cancellazione di Marina di Melilli e l’arrivo delle industrie.

## Galleria d'immagini

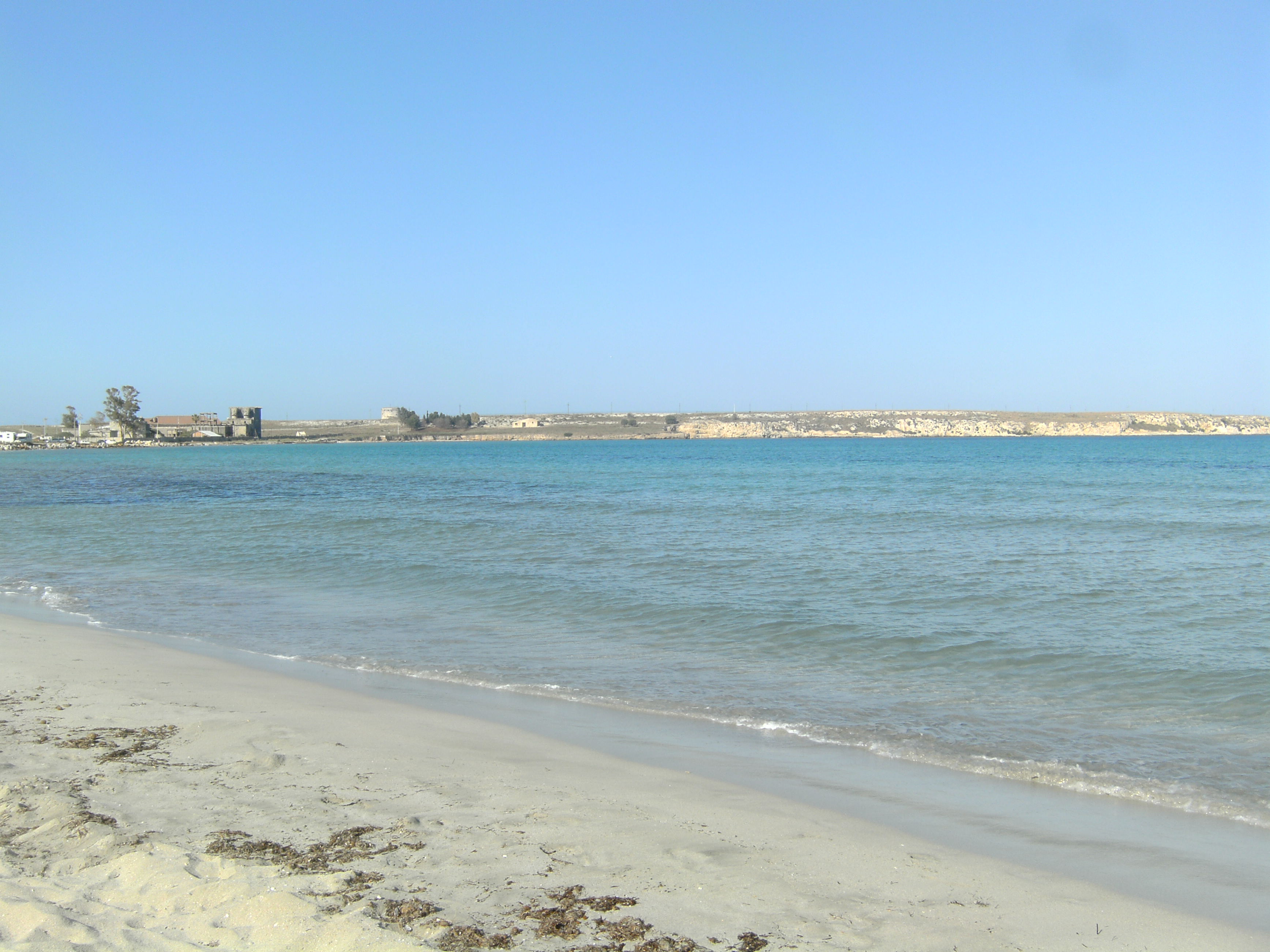
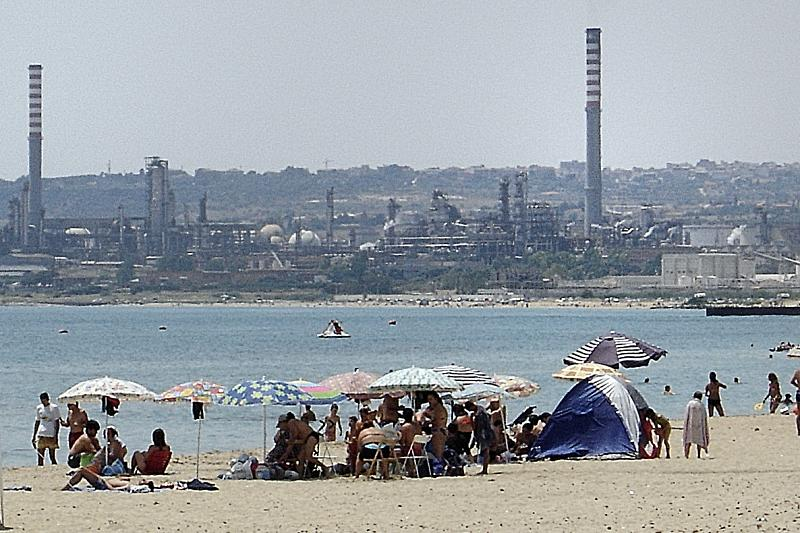
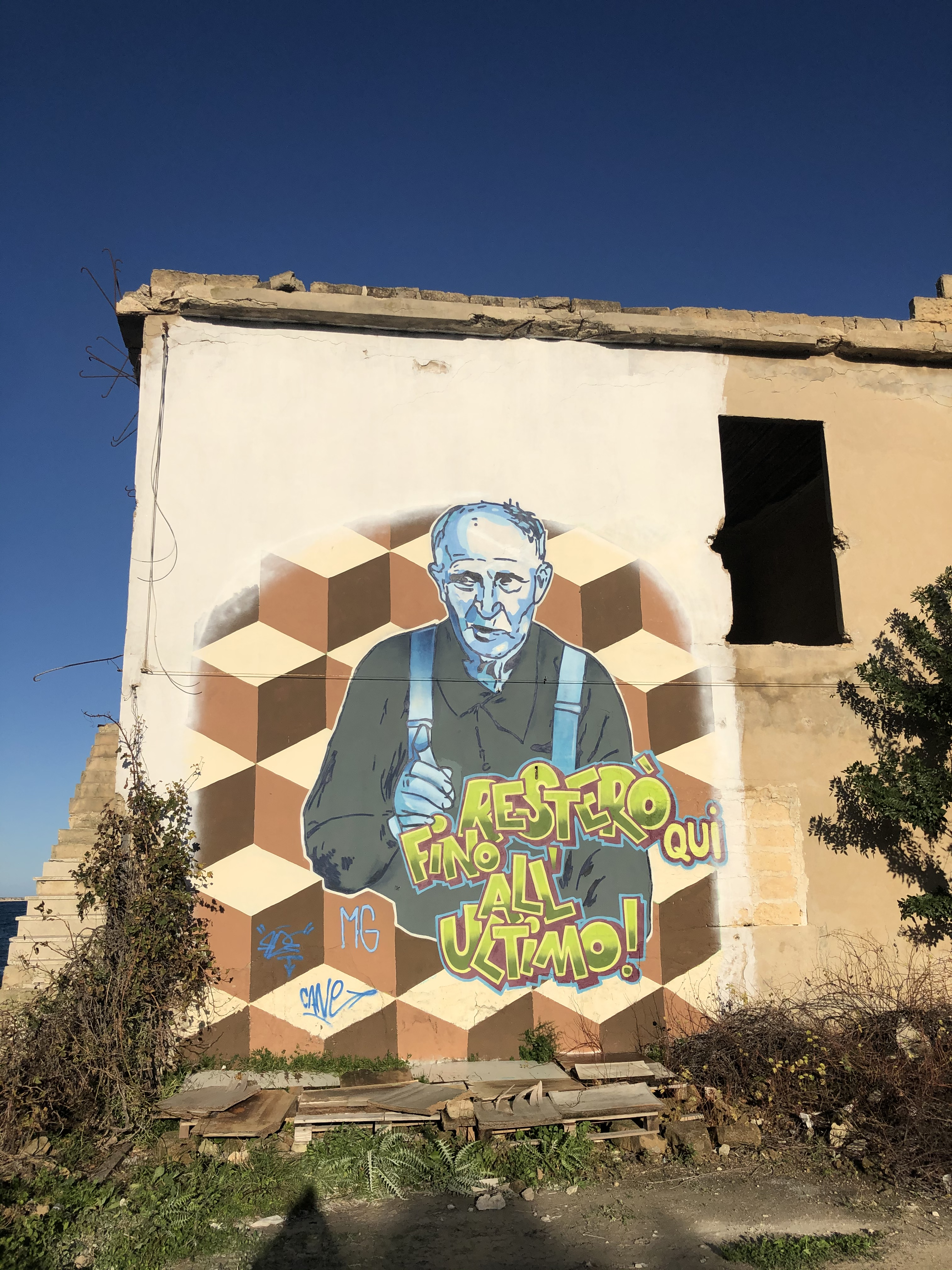
Murales di Marina di Melilli